# Spletni časopis
Spletni časopis je slovenski spletni medij, ki ga je upravljal Peter Jančič, bivši novinar in urednik Večera, bivši novinar in odgovorni urednik Dela, bivši član sveta in programskega sveta RTV Slovenije in bivši odgovorni urednik (v.d.) spletnega portala Siol.net. Zaradi prevzema slednje funkcije je Jančič aprila leta 2020 prenehal s posodabljanjem Spletnega časopisa, po spremembi vlade pa je spletno stran zopet obudil v letu 2023.
Po Jančičevih navedbah je Spletni časopis v februarju 2020 dosegel več kot 197.000 različnih bralcev. Medij se je po Jančičevih navedbah financiral predvsem prek donacij bralcev, v letu 2019 pa je prejel tudi finančna sredstva ministrstva za kulturo (8396,78 €).
Spletni časopis je med drugim sodeloval z revijo Reporter in novičarskim multimedijskim podjetjem Nova24TV.